# 南セム諸語
南セム諸語（みなみセムしょご、Northwest Semitic）は、セム語派の下位群のひとつ。アラビア半島からエチオピア一帯の言語を含むが、このグループにどの言語を所属させるかについては議論が分かれる。

## 概要
古くはアラビア語、サイハド語（古代南アラビア語）、南アラビア諸語、エチオピア・セム諸語を南セム語としていた。
しかし、1970年代にロバート・ヘツロンは形態上の根拠をもとにアラビア語を南セム諸語から除き、北西セム諸語とアラビア語を一類として中央セム諸語を立てた。この変更には批判もあり、アラビア語はやはり南セム諸語に近いとする説もある。
サイハド語の所属についてはヘツロンはエチオピア・セム諸語に近い言語としたが、第1語根が w の動詞の未完了形で w が消えることから、未完了形が南セム諸語の *yaqattal ではなく中央セム諸語の改新形である *yaqtulu であると考えられ（参照：アラビア語 w-j-d 「見つける」→ ya-jidu「彼は見つける」）、それを根拠に、やはり中央セムに含められるようになった。
Glottologでは、もはや南セム諸語という分類を立てておらず、エチオピア・セム諸語と現代南アラビア語を直接西セム諸語の下に置いている（アラビア語とサイハド語は中央セム語に含める）。

## 特徴
南セム諸語は中央セム諸語と同様に完了形は人称接尾辞を使って活用するが、未完了形の語幹の形は中央セム諸語が改新形である「C1C2VC3」を取るのに対し、南セム諸語は東セム諸語と同様の「C1aC2C2VC3」になる。
南セム諸語独特の改新としては、動詞活用の人称接尾辞の子音が k に統一されていることがある。たとえばエチオピア・セム諸語では一人称単数は -ku、二人称単数男性は -ka になる（アラビア語では -tu, -ta）。ただしサイハド語の碑文には三人称以外の形が出てこないために、どちらの特徴を持つか判断できない。
フェーバーは、動詞の否定に常に *(')al が使われることを南セム語の特徴とする。この特徴は南アラビア諸語とエチオピア・セム諸語のほかにサイハド語にも共有される。それ以外の中央セム諸語にも同じ否定辞はあるが、禁止の意味に限られる。